# الرياضة في المكسيك

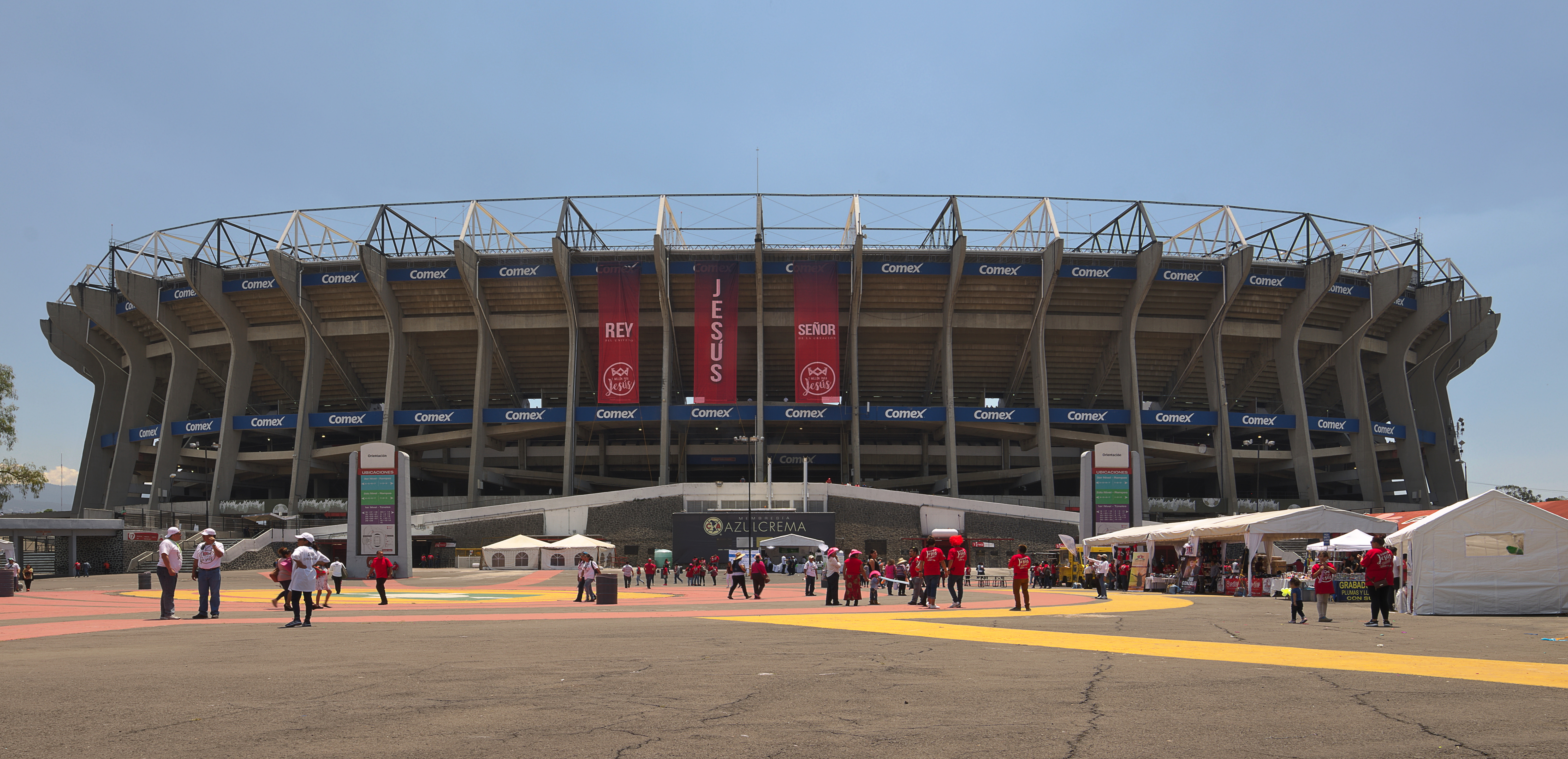
ملعب أزتيكا سادس أكبر ملاعب العالم

الرياضة في المكسيك في المكسيك كرة قدم هي الرياضة الشعبية الأولى، وعلى الرغم أن المكسيك لم ينجح بتحقيق نتائج جيدة في كأس العالم لكرة القدم ، إلا أن المكسيك نجحت بالتأهل إلى كأس العالم 15 مرة في تاريخها وبهذا تُعتَبر المكسيك خامس أكثر المنتخبات حضوراً في كأس العالم بعد البرازيل وإيطاليا وألمانيا والأرجنتين ، كما أن المكسيك نجحت بالفوز في كأس القارات لكرة القدم مرة واحدة ونجحت في الحصول على الميدالية الذهبية في الأولمبياد مرة واحدة أيضاً، وفازت المكسيك بكأس الكونكاكاف 8 مرات وهو أكثر منتخب حققها.
الرياضة الأكثر شعبية في المكسيك هي كرة القدم وتليها الملاكمة. ولكن هناك اختلافات على حسب المنطقة: على سبيل المثال، تُعتبر البيسبول الرياضة الأكثر شعبية في الشمال الغربي والجنوب الشرقي من البلاد. كما تعتبر أيضًا كرة السلة وكرة القدم الأمريكية وركوب الثور (يُسمى «خاريبيو») من الرياضات الشعبية.

## دورات الألعاب الدولية

### الألعاب الأوليمبية
نظمت ميكسيكو سيتي الألعاب الأولمبية الصيفية لسنة 1968، وهي المرة الأولى التي يُقام فيها الحدث في أمريكا اللاتينية. ومن وقتها، أُقيمت نسخة واحدة فقط من الألعاب الأوليمبية في المنطقة في ريو دي جانيرو بالبرازيل في 2016.
شاركت المكسيك لأول مرة في الألعاب الأوليمبية عام 1900، وأرسلت رياضيين للمنافسة في كافة دورات الألعاب الأولمبية الصيفية منذ 1924. شاركت المكسيك أيضًا في العديد من دورات الألعاب الأولمبية الشتوية منذ 1928. قدمت المكسيك الأداء الأفضل في منافسات ألعاب القوى والملاكمة والفروسية والغطس والسباحة، ومؤخرًا في التايكوندو وكرة القدم.
في الألعاب الأولمبية الصيفية لسنة 2012، أنهت المكسيك الدورة في المركز التاسع والثلاثين؛ عاد الفريق المكسيكي إلى أرض الوطن بعد أن حصل على سبع ميداليات، شملت الميدالية الذهبية التي فازوا بها لأول مرة في كرة القدم، وجاءت بقية الميداليات في القوس والسهم والغطس والتايكوندو.
الغطاس الميكسيكي خواكين كابيلا هو الرياضي المكسيكي الحاصل على أكبر عدد من الميداليات الأوليمبية. باولا إسبينوزا هي غطاسة أخرى شهيرة. أصبحت ثريا خيمينيز الرياضية المكسيكية الأولى التي تحصل على ميدالية أولمبية ذهبية.
كتبت إنريكيتا باسيليو التاريخ بكونها أول امرأة تشعل الشعلة الأولمبية خلال الألعاب الأولمبية الصيفية التاسعة عشر في ميكسيكو سيتي في 12 أكتوبر 1968.

### دورة الألعاب الأمريكية
تُقام منافسات دورة الألعاب الأمريكية بين الرياضيين من دول الأمريكتين، كل أربع سنوات في العام السابق للألعاب الأولمبية الصيفية. تُصنف المكسيك في المركز السادس بين الدول العشرة الأكثر فوزًا بالميداليات على الإطلاق خلال دورة الألعاب الأمريكية (باستثناء الميداليات التي حصلت عليها خلال دورة الألعاب الأمريكية الشتوية). نظمت كل من المكسيك وكندا ثلاث نسخ من دورة الألعاب الأمريكية، أكثر من أي دولة أخرى. بالنسبة للمدن، استضافت وينيبيغ ومكسيكو سيتي فقط دورة الألعاب الأمريكية لأكثر من مرة، نالت كلتاهما الشرف مرتين.
أسوة بالشعلة الأوليمبية، تُشعل شعلة دورة الألعاب الأمريكية قبل بداية المنافسات. أُشعلت الشعلة لأول مرة في أولمبيا باليونان. بالنسبة للدورات التالية، أشعل شعب الأزتيك الشعلة في المعابد القديمة، أولًا في سيرو دي لا استريلا ولاحقًا في هرم الشمس في أهرام تيوتيهواكان. كان الاستثناء الوحيد في دورة الألعاب التي أُقيمت في ساوباولو في 1963، عندما أُشعلت الشعلة في البرازيل عن طريق السكان الأصليين من شعب الغوراني. يشعل أحد الأزتكيين الشعلة كأول حامل لها لتبدأ مراسم تسليم شعلة دورة الألعاب الأمريكية حتى تصل إلى الملعب الرئيسي في المدينة المضيفة، حيث تلعب دورًا هامًا في مراسم الافتتاح.

### ألعاب أمريكا الوسطى والكاريبي
ألعاب أمريكا الوسطى والكاريبي هي بطولة إقليمية في العديد من الرياضات، تُقام مرة كل أربعة أعوام، عادة في العام الأوسط (الفردي) بين الألعاب الأوليمبية الصيفية. تُنظَم الألعاب لدول أمريكا الوسطى والكاريبي والمكسيك ودول الكاريبي في أمريكا الجنوبية وهي كولومبيا وغويانا وسورينام وفنزويلا. صُممت لضمان الاستعداد بين الدول غير المشاركة في دورة ألعاب أمريكا الوسطى والكاريبي التي تُقام في العام التالي للألعاب الأولمبية الصيفية (على سبيل المثال ألعاب أمريكا الوسطى) وبين البطولات القارية، تُقام دورة الألعاب الأمريكية في العام السابق للألعاب الأولمبية الصيفية. تُعتبر ألعاب أمريكا الوسطى والكاريبي بمثابة دورة الألعاب الإقليمية المستمرة حتى الآن الأقدم في العالم، فقط تسبقها الألعاب الأولمبية. نظمت المكسيك الدورة أربع مرات، ثلاثة منهم في ميكسيكو سيتي، وواحدة في فيراكروز في 2014. تُعتبر المكسيك أيضًا واحدة من الدول الثلاثة المشاركة في النسخة الأولى من الدورة والمنظمة للدورة الأولى. تُعتبر المكسيك هي الدولة الوحيدة التي شاركت في كافة النسخ، دون غياب واحد، وتُعتبر الدولة الأكثر حصولًا على الميداليات بشكل عام والثانية من حيث الميداليات الذهبية اعتبارًا من 2019.

## الرياضات الجماعية

### كرة القدم
تعتبر كرة القدم الرياضة الجماعية الأكثر شعبية في المكسيك. تُتابع كرة القدم وتُمارس على نطاق واسع عبر البلاد وتعتبر الرياضة الأكثر شعبية في معظم الولايات. يُعتقد أن كرة القدم قد قُدمت في المكسيك بواسطة عمال المناجم الإنجليز الكورنيين في نهاية القرن التاسع عشر. بحلول عام 1902 بدأ الدوري المتكون من خمسة فرق مع نفوذ كبير للإنجليز. أصبحت كرة القدم رياضة احترافية في 1943.
نظمت المكسيك بطولتين لكأس العالم (1970 و 1986). تمتلك العديد من الملاعب المُستخدمة في الدوري تاريخًا يرتبط بكأس العالم. اشتهرت أماكن مثل ملعب خاليسكو في غوادالاخارا وملعب أزتيكا في ميكسيكو سيتي بتاريخها المحلي والعالمي. يُعتبر ملعب أزتيكا الأسطوري على سبيل المثال واحدًا من ملعبين فقط في العالم استضافا نهائيين لكأس العالم (الملعب الآخر هو الماراكانا) وهو واحد من أكبر الملاعب في العالم من حيث السعة الجماهيرية. أكبر ملاعب المكسيك هي ملعب أزتيكا وملعب خاليسكو وملعب BBVA بانكومر والملعب الأولمبي الجامعي وملعب كواتيموك. أُذيعت بطولة كأس العالم لكرة القدم لعام 1986 للجمهور العالمي، وانتشرت الموجة أو الموجة المكسيكية عالميًا بعد تقديمها خلال البطولة.
حصل منتخب المكسيك لكرة القدم للسيدات على ميدالية فضية (1971) وأخرى برونزية (1970) في بطولة العالم للسيدات، على الرغم من أن تلك الإنجازات لم يُعترف بها رسميًا، إذ أنها حدثت قبل اعتراف الاتحاد الدولي لكرة القدم باللعبة بالنسبة للنساء. كانت ماريبل دومينغيز قائدة بارزة وهدافة كبيرة في منتخب المكسيك لكرة القدم للسيدات. عُرفت عالميًا أيضًا باسم «ماريجول» لتسجيلها 46 هدفًا خلال 49 مباراة مع منتخب المكسيك لكرة القدم للسيدات.

### الفريق القومي للرجال
يمثل منتخب المكسيك لكرة القدم المكسيك في كرة القدم، ويحكمه الاتحاد المكسيكي لكرة القدم (FMF)، الهيئة الحاكمة لكرة القدم في المكسيك. الملعب الخاص بالمنتخب المكسيكي هو ملعب أزتيكا والمدير الفني هو خوان كارلوس اوسوريو. يأتي المنتخب المكسيكي حاليًا في المركز الحادي والعشرين في تصنيف إيلو العالمي لكرة القدم.
تأهلت المكسيك خمس عشرة مرة لبطولة كأس العالم لكرة القدم، وتأهلت دون انقطاع منذ 1994، لتصبح واحدة من ضمن ست دول تمكنت من تحقيق هذا الإنجاز. منتخب المكسيك لكرة القدم جنبًا إلى جنب مع البرازيل وألمانيا، هي الفرق الوحيدة التي تمكنت من تخطي دور المجموعات في خلال النسخ الستة الأخيرة من كأس العالم. واجهت المكسيك فرنسا في أول مباراة على الإطلاق في أول بطولة لكأس العالم في 13 يوليو 1930. كان أفضل إنجاز تحققه المكسيك في كأس العالم هو الوصول إلى الدور ربع النهائي في بطولتي 1970 و 1986 حيث نُظمت البطولتين على الأراضي المكسيكية، الجدير بالذكر أن المكسيك سوف تستضيف كأس العالم 2026 بالمشاركة مع كندا والولايات المتحدة.
فاز منتخب المكسيك لكرة القدم بكأس القارات 1999 والميدالية الذهبية في أولمبياد لندن 2012، وأنهت بطولة كوبا أميركا مرتين في مركز الوصيف، كما حصلت على كأس العالم تحت 17 سنة لكرة القدم 2005، ووصلت إلى ربع النهائي مرتين في كأس العالم. انتقل مؤخرًا بعض اللاعبين المكسيكين إلى الأندية الأوروبية مثل رافائيل ماركيز وكارلوس سالسيدو وريكاردو أوسوريو وبافيل باردو وأندريس غواردادو وجويليرمو فرانكو وكارلوس فيلا وجيوفاني دوس سانتوس وعمر برافو وآرون غاليندو وهيكتور مورينو وفرانشيسكو خافيير رودريغيز وآخرين.
تاريخيًا، تُعتبر المكسيك المنتخب الأنجح في منطقة الكونكاكاف، إذ حصلت على تسع بطولات كونكاكاف، بما فيهم الفوز لست مرات بكأس الكونكاكاف الذهبية ومرة واحدة ببطولة كأس الأمم الأمريكية الشمالية وثلاث مرات ببطولة كأس اتحاد أمريكا الشمالية NAFC. يُعتبر المنتخب المكسيكي هو الفريق الوحيد في منطقة الكونكاكاف الذي فاز ببطولة رسمية تابعة للاتحاد الدولي لكرة القدم، في كأس القارات 1999. على الرغم من وقوع المكسيك تحت مظلة الكونكاكاف، إلا أن المنتخب القومى يُدعى بصورة منتظمة للمشاركة في بطولة كوبا أميركا منذ عام 1993، كما حصلوا على لقب الوصيف في مرتين وحصلوا على الميدالية الخاصة بالمركز الثالث في ثلاث مناسبات.